# مندیانوو
مندیانوو (به لاتین: Mendyanovo) یک منطقهٔ مسکونی در روسیه است که در باشقیرستان واقع شده‌است.